# 谷森真男

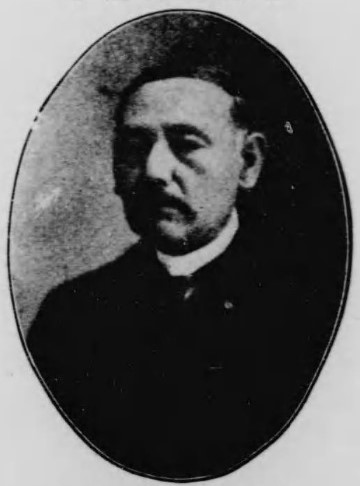
谷森真男

谷森 真男（たにもり まさお、1847年6月29日（弘化4年5月17日） - 1924年（大正13年）12月10日）は、明治・大正期の官僚、政治家。官選香川県知事、元老院議官、貴族院勅選議員、錦鶏間祗候。

## 経歴
江戸で谷森善臣の長男として生まれる。
慶応4年2月22日（1868年3月15日）明治政府に出仕し内国事務局筆生となる。以後、行政官書記、少史、少外史、権少史、太政官少書記官、同権大書記官を歴任。1880年5月、内閣権大書記官に就任。その後、同大書記官、文書局兼務、内閣書記官などを務めた。主に辞令書の送達の任に当たっていた。
1890年6月10日、元老院議官に就任。同年10月20日の廃止まで在任し非職となる。1891年4月9日、香川県知事に就任。堅実な県政運営を行った。1893年4月5日、知事を非職。同年6月13日、依願免本官となり退官した。1896年1月16日、錦鶏間祗候を仰せ付けられる。
1898年8月18日、貴族院勅選議員に任じられ、死去するまで在任した。

## 栄典・授章・授賞
位階
- 1874年（明治7年）2月18日 - 従六位[7]
- 1890年（明治23年）6月19日 – 従四位[8]
- 1893年（明治26年）6月20日 - 正四位[9]

勲章等
- 1887年（明治20年）11月25日 - 勲四等旭日小綬章[10]
- 1889年（明治22年）11月29日 - 大日本帝国憲法発布記念章[11]
- 1890年（明治23年）
  - 5月22日 - 日本赤十字社特別社員章[12]
  - 12月26日- 勲三等瑞宝章[13]
- 1916年（大正5年）4月1日 - 勲二等瑞宝章[14]